# 金安桥水电站
金安桥水电站位于云南省丽江市东南25 km（16 mi）金沙江中游干流上的一座混凝土重力坝水电站。 为金沙江中游干流国务院批准的“一库八级”中的第五级。

## 技术概况
坝顶高程1424m。
正常蓄水位1418m，正常蓄水库容847,000,000 m3（686,674 acre·ft）
兴利库容313,000,000 m3（253,753 acre·ft）。
5条敞开式13米（43英尺） x 20米（66英尺）泄洪道，最大泄量14,980 m3/s（529,014 cu ft/s）。大坝在溢洪道底部设有一个消力池。 
坝后发电厂房长213米（699英尺），宽34米（112英尺），高79.2米（260英尺），位于坝脚，毗邻溢洪道。四个直径10.5米（34英尺）的压力钢管为4台600 MW混流式水轮发电机组引水，发电流量605 m3/s（21,365 cu ft/s）。水轮机直径6米（20英尺）。
由于坝址为高地震烈度区，因此在设计和施工过程中特别小心，为接缝和基础做好滑动和拉应力的准备。高强度区域安装了抗震钢筋，施工缝缩小至2/3，并用无纺布填充，并在大坝和电厂之间加入了灌浆缝。

## 历史
2003年8月获批，2005年开工建设。2005年12月大江截流、导流。2006年1月开始大坝施工。2007年2月完成坝基开挖，开始混凝土浇筑。 2010年6月，第一台机组投入运行。2011年最后一台机组投入运行。2012年8月，四台机组全部并网发电，年可发电量超过130亿度，是国家实现“西电东送”和“云电送粤”战略目标的骨干电源之一。
汉能控股集团有限公司、云南华电金沙江中游水电开发有限公司、云南省能源投资集团有限公司分别持有金安桥水电站有限公司的80%、12%、8%的股权。